# 3354 McNair
3354 McNair је астероид главног астероидног појаса са средњом удаљеношћу од Сунца која износи 2,324 астрономских јединица (АЈ).
Апсолутна магнитуда астероида је 13,0.